# Der Winter, der ein Sommer war
Der Winter, der ein Sommer war ist ein 3-teiliges hr/ARD-Fernsehspiel von Fritz Umgelter aus dem Jahre 1976 nach Sandra Parettis Roman mit Günter Strack, Christian Quadflieg und Sigmar Solbach in den Hauptrollen.
Der Dreiteiler beschäftigt sich mit der deutschen Beteiligung am Amerikanischen Unabhängigkeitskrieg (1776–1783) und war auch als Beitrag zur 200-Jahr-Feier der USA gedacht.

## Handlung

### Teil 1 (ARD: 19. Dezember 1976)
Kassel, Ende 1775: Friedrich II., Landgraf von Hessen-Kassel erhebt seinen Kreditgeber, den reichen Kaufmann Gottfried Haynau, in den erblichen Freiherrenstand. Mit der dafür verlangten stolzen Gebühr von 30.000 Talern finanziert der Landesherr seine kostspieligen Vergnügungen. Kurz darauf jagt Haynaus Sohn Claus, Offizier im Regiment des Obersten Rall, den aus der Wasserfestung Ziegenhain desertierten Leutnant Soerman. Er ahnt nicht, dass sein Stiefbruder Robert, aus einer Laune heraus, dem ihm unbekannten Schweden hilft. 
Roberts leiblicher Vater, der Alchemist und Goldmacher Skelnik, gilt seit 23 Jahren als verschollen. Skelnik sollte im Rahmen einer von dem vorherigen Landgrafen beauftragten Münzentwertung aus 60.000 Golddukaten heimlich ein vielfaches herstellen. Stattdessen verschwand er mit dem Geld in Richtung des britisch kolonisierten Nordamerikas. Doch sank unterwegs sein Schiff, so dass man ihn für tot erklärte und Roberts mit ihm schwangere Mutter, Anna, bald darauf den verwitweten Kaufmann Haynau heiratete, der Sohn Claus mit in die Ehe brachte. Auf seinen weltgewandten Stiefsohn Robert hält der alte Haynau große Stücke, während er sein eigenes Kind, den steif-herrischen Kommisskopf Claus, weniger schätzt. Darum verfolgt Claus Robert mit dumpfen Groll, während Robert seinem Stiefbruder ironisch-distanziert begegnet. 
Als der Deserteur Soerman auf Gut Haynau Anna aufsucht, stürzt sie das in eine Krise: Denn Soerman war Robert Skelniks Komplize und mit ihm nach Amerika geflohen. Von Soerman erfährt Anna, dass Skelnik noch lebt und sich in Nordamerika eine Existenz aufgebaut hat. Anfangs schrieb er Anna noch Briefe, die sie aber nie erreichten. Robert schlussfolgert, dass sein Stiefvater Skelniks Post abfing, aus Angst, Anna zu verlieren. Der unstete Soerman selbst kehrte aus Amerika zurück, weil es ihm dort „zu gut“ ging. Jetzt macht er gemeinsame Sache mit der Räuberbande um den „Langen Holm“.
Nach dem sogenannten Massaker von Boston kauft der alte Haynau, auf den Rat des Ministers Schlieffen, in den Niederlanden alle Tabakprodukte auf. Denn aufgrund der unruhigen Lage in den „Dreizehn Kolonien“ gelangt keine Neuware mehr nach Europa, weshalb das knapper werdende Angebot rasant steigende Verkaufspreise verspricht. Claus von Haynau willigt ein, eine von seinem Vater eingefädelte „Situationsehe“ mit Christine von Sonsfeld einzugehen, die aber insgeheim für Robert schwärmt. Das Arrangement soll verschleiern, dass der Landgraf die junge Sonsfeld zu seiner neuen Mätresse machen will. Im Gegenzug winkt Claus die Beförderung zum Major, während der alte Haynau dergestalt seine Position gegenüber dem Landgrafen festigen möchte, der bei ihm immer noch große Schulden hat. 

### Teil 2 (ARD: 21. Dezember 1976)
Anna von Haynau sucht und entdeckt im Sekretär ihres Mannes die an sie gerichteten Briefe Skelniks, verbrennt diese dann aber ungelesen. Eingedenk der glücklichen Jahre, die sie mit Gottfried Haynau verbrachte, hat sie ihm sein Tun von damals verziehen. Der alte Haynau seinerseits wittert vor dem Hintergrund des in Nordamerika heraufziehenden Krieges weitere gute Geschäfte: Er möchte für 80.000 Taler, also nur die zweifache Jahrespacht, die Rechte am staatlichen Tabaksmonopol (Tabakregie) günstig erwerben. Außerdem betätigt er sich neuerdings als Heereslieferant. Von Haynaus Geschäftstüchtigkeit macht ihn allerdings dem Landgrafen zunehmend verhasst.
Unterdessen wirbt England nach der Niederlage bei Lexington um ausländische Hilfstruppen. Für 30 Taler pro Kopf will der Landgraf von Hessen-Kassel 12.000 Söldner auf vier Jahre an den britischen König vermieten. Sie sollen im Kampf gegen rebellische Kolonisten in Amerika eingesetzt werden. Als ein besonders rücksichtsloser Werbeoffizier einem Lynchmord zum Opfer fällt, wird der zufällig anwesende Robert von Haynau fälschlich als Mittäter verdächtigt. 
Er plant mit Soerman die Flucht nach Amerika. Das nötige Startkapital verschaffen sich beide, indem sie aus einem Lagerhaus von Roberts Stiefvater eine Ladung Silberbarren stehlen, aus denen Tressen für die hessischen Armeeuniformen hätten hergestellt werden sollen. Claus, der von dem Raub nichts weiß, will Robert und Soerman in seiner Kutsche außer Landes schaffen, um seinen verhassten Stiefbruder endgültig loszuwerden. Doch an einer Straßensperre versagen ihm die Nerven, woraufhin er die beiden den Wachtposten ausliefert.
Claus’ Verrat zeitigt schwere Folgen: Nicht nur, dass ein Gericht Robert und Soerman zum Tode verurteilt; es verfügt darüber hinaus auch die Konfiskation des gesamten Haynauschen Vermögens. Der Landgraf bestätigt das Urteil freudig, kann er doch jetzt über den Besitz seines Gläubigers, Gottfried von Haynau, beliebig verfügen. Claus darf zwar den Majorsrang behalten, indes kommt er als Ehemann für Christine von Sonsfeld nicht mehr in Frage. Diese muss den widerstrebenden Kammerherrn Stein heiraten, der zum „Dank“ vorher noch nobilitiert wird. Der alte von Haynau, entehrt und mittellos, begeht Suizid.
Robert und Soerman stellt man vor ein Erschießungskommando, nur um sie im letzten Moment zu verschonen. Statt einer Kugel im Leib, erwartet sie der grüne Uniformrock der Rallschen Jäger. Als Zwangsrekrutierte müssen sie im von Claus von Haynau befehligten Bataillon den Weg nach Amerika antreten. An Bord des Schiffes befinden sich außerdem Anna von Haynaus frühere Zofe, die sich als Lazaretthelferin beim Heerestross verpflichtet hat. Mit deren Hilfe schmuggelt sich Frau von Haynau unter die in See gehenden hessischen Truppen, so dass sie in der Nähe ihrer Söhne bleiben kann.

### Teil 3 (ARD: 26. Dezember 1976)
Nach fünfmonatiger Überfahrt landet die Flotte, am 26. August 1776, in Nordamerika. Bereits wenige Stunden nach ihrer Ausschiffung bestreiten die Hessen bei Flatbush ihr erstes siegreiches Gefecht. Von den dort gefangen genommenen deutschstämmigen Angehörigen der amerikanischen Kontinentalarmee erfahren sie, dass jedem hessischen Überläufer zum Lohn ein eigenes, großes Stück Land winkt. Für Robert und Soerman ein zusätzlicher Ansporn, bei der nächsten günstigen Gelegenheit zu desertieren. 
In den kommenden Wochen setzt Claus Roberts Kompanie allen erdenklichen Drangsalen und Gefahren aus, in der Hoffnung, dass seinen Stiefbruder dabei der „Heldentod“ ereilt. Robert überlebt, statt seiner fallen aber viele seiner Kameraden, was den Hass der Soldaten auf Claus von Haynau steigert. Schließlich droht Robert Claus an, dass diesen bei Fortsetzung der Schikanen eine „verirrte Kugel“ der eigenen Leute treffen könnte.
Im bisher ungewöhnlich warmen Dezember 1776, der tatsächlich mehr einem Sommer als einem Winter gleicht, bezieht das Rallsche Regiment Quartier in Trenton, am Delaware. Robert hat inzwischen erfahren, dass das Landgut seines leiblichen Vaters, Robert Skelnik, nur wenige Meilen davon entfernt, allerdings auf der andern Flussseite, liegt. Claus weiß ebenfalls darum und versucht eine Desertion seines Stiefbruders zu verhindern. Dennoch wagen Robert, seine Mutter, Soerman und einige andere die Flucht. Doch im Kreuzfeuer zwischen Claus und einer amerikanischen Patrouille erreichen nur Robert und Soerman das rettende amerikanische Ufer, die übrigen sterben. Dort trifft der verwundete Robert endlich auf Skelnik, seinen Vater.
Kaum genesen, schließen sich Robert und Soerman den Truppen General Washingtons an, die am frühen Morgen des 26. Dezembers, nach einem plötzlichen Kälteeinbruch, den unerwartet zufrierenden Delaware überqueren. In einem Überraschungsangriff auf die sorglosen Hessen gelingt den zuvor mehrmals geschlagenen Amerikanern endlich ein bedeutender Sieg, der ihre Kampfmoral wieder aufrichtet. Der vom Weihnachtsumtrunk noch sichtlich betrunkene Oberst Rall fällt. Robert sucht nach Claus, um ihn persönlich zu richten. Er findet ihn bei einem Trupp versprengter Hessen. Als die beiden Stiefbrüder einander gegenüberstehen, greift Claus zur Waffe, wird aber von einer amerikanischen Salve sofort getötet. Man bestattet ihn neben dem Grab seiner Stiefmutter, Anna von Haynau. Robert kehrt zurück nach Redford, wo ihn Mary, das Mündel seines Vaters, sehnsüchtig erwartet.
Der Abspann berichtet über das Schicksal der übrigen nach Amerika vermieteten hessischen Soldaten. Von insgesamt 16.900 Mann starben 4.983 durch Krankheit und Krieg. 10.490 Soldaten kehrten wieder in ihre Heimat zurück, die letzten von ihnen trafen im April 1784 in Bremerleh (und Stade) ein. 1.400 Hessen ließen sich in der Neuen Welt nieder.

## Geschichtlicher Hintergrund
Der Dreiteiler hat einen historischen Hintergrund: Am 15. Januar 1776 schloss der Landgraf Friedrich II. von Hessen-Kassel einen Vertrag mit dem britischen König, nach dem dieser 12.000 hessische Soldaten für 30 Taler Kopfgeld mietete. Sie mussten für ihn im Amerikanischen Unabhängigkeitskrieg kämpfen.

## DVD
Im August 2009 erschien der Fernsehfilm in einer DVD-Fassung auf insgesamt 3 DVDs. Als Zusatzmaterial gibt es ein 10-minütiges Making-of aus dem Jahr 2002, in dem u. a. erklärt wird, warum in einem Film, der in Nordhessen spielt, so viel Frankfurter Dialekt zu hören ist.